# بول موراي
بول موراي (بالإنجليزية: Paul Murray)‏ هو مقدم تلفزيوني أسترالي، ولد في 14 يوليو 1978.